# Guzmania rubrolutea
Guzmania rubrolutea är en gräsväxtart som beskrevs av Werner Rauh. Guzmania rubrolutea ingår i släktet Guzmania och familjen Bromeliaceae. Inga underarter finns listade i Catalogue of Life.

## Bildgalleri

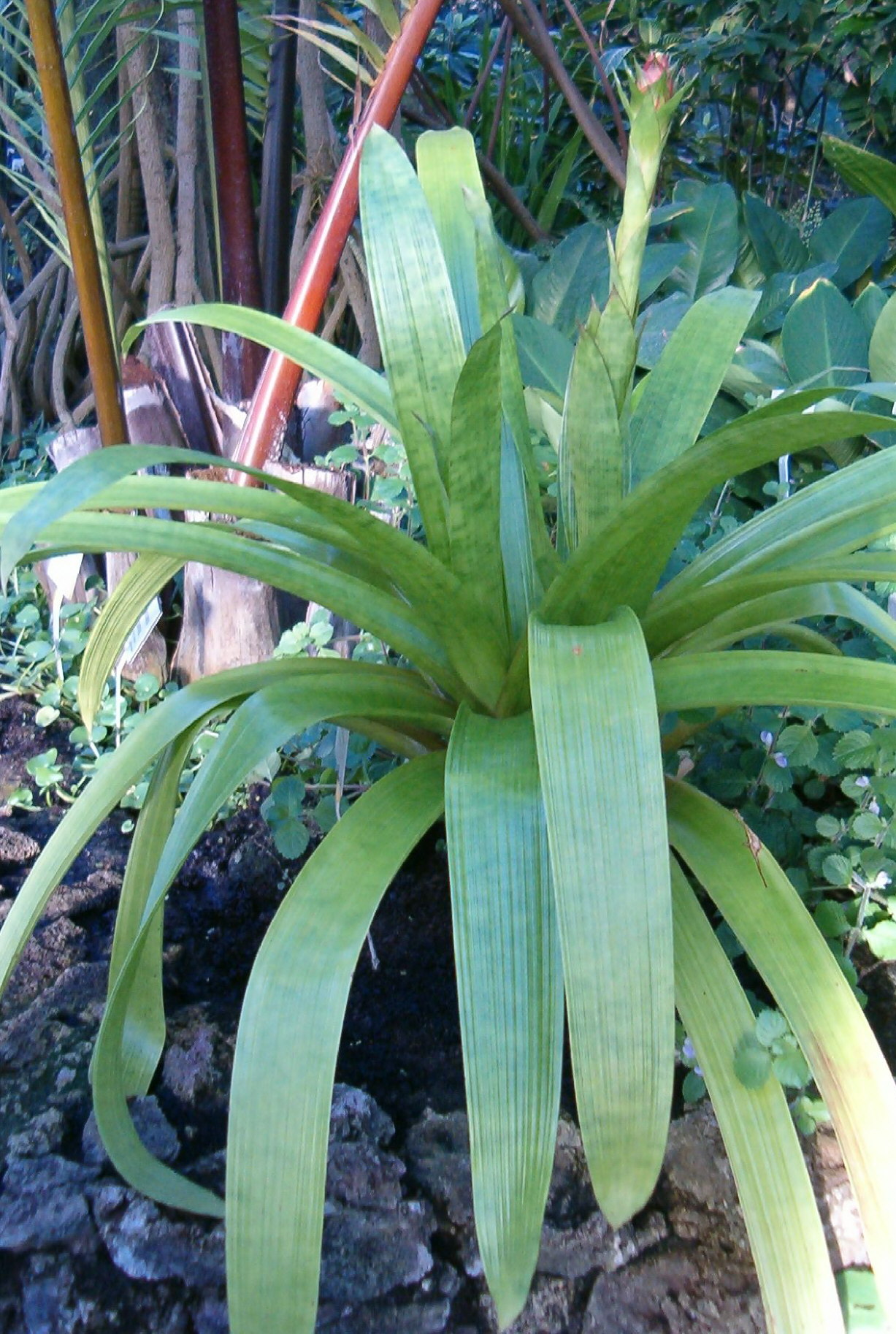
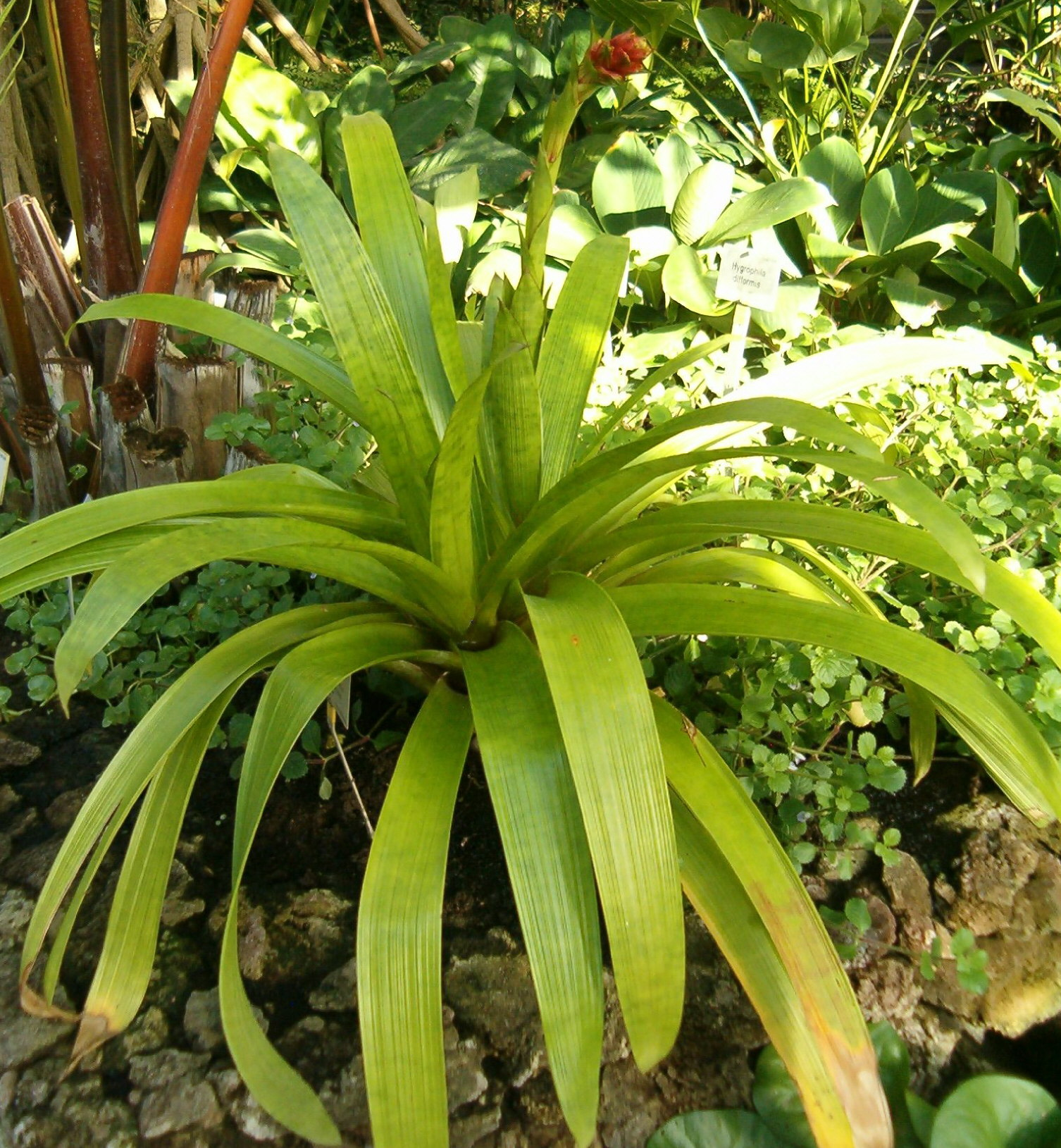